# 명림홀도
명림홀도(明臨笏覩, ?~?)는 고구려 중천왕의 사위이다.

## 생애
연나부 출신인 그는 256년 11월에 중천왕의 공주와 혼인하며 임금의 사위에게 내리는 칭호인 부마도위(駙馬都尉)를 얻게 되었으며, 한국 최초의 부마도위이다.